# Lista tomów serii Detektyw Conan (61–90)
Detektyw Conan (jap. 名探偵 コナン Meitantei Conan) – japońska detektywistyczna manga napisana i zilustrowana przez Gōshō Aoyamę. W Japonii zostały one opublikowane w czasopiśmie Shūkan Shōnen Sunday wydawnictwa Shōgakukan od 19 stycznia 1994 roku. Od swojej premiery opublikowano w Japonii ponad 950 rozdziałów serii. Opublikowane rozdziały zostały zebrane w tomach tankōbon. Tomy od 61 do 90 zostały wydane między 3 kwietnia 2008 a 18 sierpnia 2016. Poniżej znajduje się lista rozdziałów i tomów (61–90) mangi Detektyw Conan.

## Lista tomów
| 1. "Purple Nail" (jap. 紫紅の爪 Pāpuru Neiru) 2. "Instant Movement" (jap. 瞬間移動 Shunkan idō) 3. "Three Taboos" (jap. 3つのタブー Mittsu no tabū) 4. "Zero" 5. "Burn" (jap. 燃える Moeru) 6. "Cause of Fire" (jap. 火種 Hidane) | 1. "Crackle" (jap. バチバチ Bachibachi) 2. "Paper Airplane" (jap. 紙飛行機 Kami hikōki) 3. "Message" (jap. メッセージ Messēji) 4. "Rescue" (jap. レスキュー Resukyū) 5. "Destruction" (jap. 隠滅 Inmetsu) |

| 1. "False Friendship" (jap. 偽りの友情 Itsuwari no yūjō) 2. "Wings of Icarus" (jap. イカロスの翼 Ikarosu no tsubasa) 3. "Retaliation" (jap. 返し技 Kaeshi waza) 4. "Accidental Hit" (jap. ケガの功名 Kega no kōmyō) 5. "Village of Animosity" (jap. 憎悪の村 Zōo no mura) 6. "The Lost Memory" (jap. 失われた記憶 Ushinawareta kioku) | 1. "Kudo Shinichi's Homicide" (jap. 工藤新一の殺人 Kudō Shin'ichi no satsujin) 2. "Shiragami-sama" (jap. 死羅神様 Shiragami-sama) 3. "Endless tears" (jap. 止まらぬ涙 Tomaranu namida) 4. "True Identity" (jap. 正体 Shōtai) 5. "The Thing She Really Wants to Ask" (jap. ホントに聞きたいコト Honto ni kikitai koto) |

| 1. "My Deduction" (jap. オレの推理 Ore no suiri) 2. "Deduction Answer" (jap. 推理の答え Suiri no kotae) 3. "The Revolving Weapon" (jap. 回る凶器 Mawaru kyōki) 4. "Sharpshooting" (jap. 狙い撃ち Nerai uchi) 5. "Whereabouts of the Poison" (jap. 毒物のありか Dokubutsu no arika) 6. "Pig, Deer, Butterfly" (jap. 猪・鹿・蝶 Ino shika chō) | 1. "801 and Shakuhachi and First Class" (jap. 八百一と尺八と一品 Happyaku-ichi to shakuhachi to ippin) 2. "Truth about the Contest" (jap. 選手権の目的 Senshuken no mokuteki) 3. "The Silver-White Witch" (jap. 銀白の魔女 Ginpaku no majo) 4. "White FD" (jap. 白のFD Shiro no FD) 5. "The True Identity of the Witch" (jap. 魔女の正体 Majo no shōtai) |

| 1. "Ikkaku Rock" (jap. 一角岩 Ikkaku iwa) 2. "Mackerel Carp Sea Bream Flounder" (jap. サバ・コイ・タイ・ヒラメ Saba koi tai hirame) 3. "Thirst for Blood" (jap. 殺気 Sakki) 4. "Scar" (jap. 傷 Kizu) 5. "The Boy of Memory" (jap. 思い出の少年 Omoide no shōnen) 6. "Gari-kun" (jap. ガリ君 Gari-kun) | 1. "The One Who Whistles" (jap. 口笛の男 Kuchibue no otoko) 2. "The Connection" (jap. つながり Tsunagari) 3. "ESWN" 4. "The Common Pattern" (jap. よくあるパターン Yoku aru Patān) 5. "Iron Tanuki" (jap. 鉄狸 Tetsu tanuki) |

| 1. "Hiding" (jap. 潜伏 Senpuku) 2. "Unlocking" (jap. 解錠 Kaijō) 3. "The Fated Individual" (jap. 運命の人 Unmei no hito) 4. "The Trap" (jap. 罠 Wana) 5. "Shaking Heart" (jap. 揺れる心 Yureru kokoro) 6. "Accompanying Two Dangerous People" (jap. 危険な2人連れ Kiken na futarizure) | 1. "Half-Kill" (jap. 半殺し Hangoroshi) 2. "Red Wall" (jap. 赤い壁 Akai kabe) 3. "In The Hand" (jap. 掌中 Shōchū) 4. "The Late Koumei" (jap. 死せる孔明 Shiseru kōmei) 5. "Scares Away the Living Chūdatsu" (jap. 生ける仲達を走らす Ikeru chūdatsu o hashirasu) |

| 1. "Superb Bait" (jap. 絶妙好餌 Zetsumyō kōji) 2. "Memory" (jap. 思い出 Omoide) 3. "Sakura Falls" (jap. サクラチル Sakura chiru) 4. "Blooming Sakura" (jap. サクラサク Sakura saku) 5. "Haunted Warehouse" (jap. もののけ倉 Mononoke kura) 6. "Conan vs Detective Boys" (jap. コナンvs探偵団 Konan vs tantei-dan) | 1. "The Secret of the Warehouse" (jap. 倉の秘密 Kura no himitsu) 2. "Charm Recovery Strategy" (jap. お守り奪還作戦 Omamori dakkan sakusen) 3. "The Greatest Game" (jap. 最高の試合 Saikō no shiai) 4. "Ill-Tempered" (jap. 意地悪 Ijiwaru) 5. "Goth Loli" (jap. ゴスロリ Gosu Rori) |

| 1. "A Fashion Curse" (jap. 呪いのファッション!? Noroi no Fasshon!?) 2. "An Uncertain and Fragile Thing" (jap. 不確かでもろい物 Futashika de moroimono) 3. "Tomorrow is There" (jap. 明日があるさ Ashita ga aru sa) 4. "Dangerous Area" (jap. 危険なエリア Kiken na Eria) 5. "Hint of Red and 13" (jap. 赤と13の暗示 Aka to jū-san no anji) 6. "The Bomber's Aim" (jap. 爆弾犯の狙い Bakudan-han no nerai) | 1. "The Truth Amidst the Snowstorm" (jap. 吹雪の中の真実 Fubuki no naka no shinjitsu) 2. "Silent Clash" (jap. 静かなる戦い Shizuka naru tatakai) 3. "Kobayashi-sensei's Love" (jap. 小林先生の恋 Kobayashi-sensei no Koi) 4. "Kobayashi-sensei's Misunderstanding" (jap. 小林先生の誤解 Kobayashi-sensei no gokai) 5. "The Sakura Girl Is...?" (jap. 桜の少女は？ Sakura no shōjo wa?) |

| 1. "Sakura in Full Bloom" (jap. 桜, 満開 Sakura, mankai) 2. "Kisaki Eri's Misfortune" (jap. 妃英里の災難 Kisaki Eri no sainan) 3. "Raise and then Lower?" (jap. 落として上げる? Otoshite ageru?) 4. "The Best Birthday" (jap. 最高の誕生日 Saikō no tanjōbi) 5. "Azure Dragon" (jap. 青龍 Seiryū) 6. "Vermilion Bird" (jap. 朱雀 Suzaku) | 1. "White Tiger" (jap. 白虎 Byakko) 2. "Black Tortoise" (jap. 玄武 Genbu) 3. "Rooster Festival" (jap. 酉の市 Tori no ichi) 4. "Monkey & Nine" (jap. 猿と9 Saru to kyū) 5. "Naivety" (jap. 天真爛漫 Tenshinranman) |

| 1. "Request from the Bottom of a Lake" (jap. 沼底からの依頼 Numazoko kara no irai) 2. "The Kappa's Curse" (jap. 河童の呪い Kappa no Noroi) 3. "The True Identity of the Kappa" (jap. 河童の正体 Kappa no shōtai) 4. "Steam Murder" (jap. 湯けむりの殺人 Yukemuri no satsujin) 5. "Locked Room on the Lake" (jap. 湖上の密室 Kojō no misshitsu) 6. "An Eye for an Eye" (jap. 目には目を Me ni wa me o) | 1. "White Day Murder" (jap. ホワイトデーの殺人 Howaito dē no satsujin) 2. "Miracle Trick" (jap. ミラクルなトリック Mirakuru na torikku) 3. "Happy White Day" (jap. ハッピーホワイトデー Happii howaito dē) 4. "Air on the G String" (jap. G線上のアリア Jī senjō no aria) 5. "Genius" (jap. 天才 Tensai) |

| 1. "The Secret of the Diary" (jap. 日記の秘密 "Nikki no himitsu) 2. "Ryōma" (jap. 龍馬) 3. "Breakthrough" (jap. 突破 Toppa) 4. "The Cleaning" (jap. 洗濯 Sentaku) 5. "Demon Dog" (jap. 魔犬 Maken) 6. "Vengeful Spirit" (jap. 怨霊 Onryō) | 1. "The Inubushi Family" (jap. 犬伏家 Inubushi-ke) 2. "Sphere" (jap. 玉 Tama) 3. "Footprints" (jap. 足跡 Ashiato) 4. "Princess" (jap. 姫 Hime) 5. "The Eight Virtues" (jap. 仁義八行 Jingi hakkō) |

| 1. "VHS of Memories" (jap. 思い出のVHS "Omoide no VHS) 2. "13-Year-Old Message" (jap. 13年越しの想い "Jū-san'nen goshi no messēji) 3. "Holmes' Apprentice" (jap. 名探偵の弟子 "Hōmuzu no deshi) 4. "Book of Revelation" (jap. 黙示録 "Mokushiroku) 5. "Love is Zero" (jap. ラブは0 "Rabu wa Zero) 6. "Ask Holmes" (jap. ホームズに聞け "Hōmuzu ni kike) | 1. "The Holmes Code" (jap. ホームズの暗号 "Hōmuzu no angō) 2. "The Other A" (jap. もう1つのA "Mō Hitotsu no Ē) 3. "Message from the Queen" (jap. 女王からのメッセージ "Joō kara no messēji) 4. "The Real Target" (jap. 真の標的 "Shin no tāgetto) 5. "The Queen's True Worth" (jap. 女王の真価 "Joō no shinka) |

| 1. "A Troublesome and Difficult Case" (jap. 厄介な難事件 Yakkai na nanjiken) 2. "A Person in Need of Rescue" (jap. 要救助者 Yōkyūjosha) 3. "A Dangerous Game of Hide-and-seek" (jap. 危険なかくれんぼ "Kiken na kakurenbo) 4. "Communications Code" (jap. 通話コード "Fūwa kōdo) 5. "A Terrible Death" (jap. ヤバイ死に様 "Yabai shi ni zama) 6. "Moving Corpse" (jap. 動く死体 Ugoku shitai) | 1. "Fake Feet" (jap. 偽りの足 Itsuwari no ashi) 2. "The Boy Who Cried Wolf" (jap. オオカミ少年 Ōkami shōnen) 3. "The Horsehair Crab from Lake Suwa" (jap. 諏訪湖の毛ガニ Suwa-ko no kegani) 4. "The Truth of the Karuta Cards" (jap. カルタの真実 Karuta no shinjitsu) 5. "The Guardian of Time" (jap. 時の番人 Toki no ban'nin) |

| 1. "The Ghost of Time" (jap. 時の亡霊 "Toki no bōrei) 2. "The Ruler of Time" (jap. 時の支配者 "Toki no shihaisha) 3. "Ramen to Die For" (jap. 死ぬほど美味いラーメン "Shinu hodo umai rāmen) 4. "Ramen and Poison" (jap. ラーメンと毒薬 "Rāmen to dokuyaku) 5. "The Truth Over the Spectacles" (jap. 眼鏡越しの真実 "Megane goshi no shinjitsu) 6. "Jeet Kune Do" (jap. 截拳道 "Jī Kun Dō) | 1. "A Detective Just Like You, Little Boy" (jap. ボウヤと同じ探偵 "Bōya to onaji tantei) 2. "Sera's Careless Deduction" (jap. 世良の迂闊な推理 "Sera no ukatsu na suiri) 3. "Let's Hear Your Brilliant Deduction!" (jap. 名推理を聞かせろ! "Meisuiri o kikasero!) 4. "The Law of Nicknames" (jap. あだ名の法則 "Adana no hōsoku) 5. "Possible Sniping!" (jap. 狙撃可能! "Sogeki kanō!) |

| 1. "The Book with the Unturned Pages" (jap. ページをめくれない本 Pēji o mekurenai hon) 2. "Video Site" (jap. 動画サイト Dōga saito) 3. "The Vase and the Cat" (jap. 壺と猫 Tsubo to neko) 4. "Ayumi's Trail" (jap. 歩美の痕跡 Ayumi no konseki) 5. "Which One Is the Greatest Detective?" (jap. どっちが名探偵なんだ? Dotchi ga meitantei nanda?) 6. "Abe-chan" (jap. 阿部ちゃん) | 1. "Magical Dish" (jap. 魔法の料理 Mahō no ryōri) 2. "EYE" 3. "Baumkuchen" (jap. バームクーヘン Bāmukūhen) 4. "Diamond Shapes" (jap. 菱形と菱形 Hishigata to hishigata) 5. "On-The-Spot Investigation: the Vow" (jap. 誓いの実況見分 Chikai no jikkyō kenbun) |

| 1. "The Mistress' Confession" (jap. 奥様の告白文 Oku-sama no kokuhakubun) 2. "The Optical Illusion Between Parent and Child" (jap. 親子の間の錯視 Oyako no aida no sakushi) 3. "Kogorou-san is a Good Man" (jap. 小五郎さんはいい人 Kogorō-san wa ii hito) 4. "The Real Sleeping Kogorou" (jap. 本物の眠りの小五郎 Honmono no nemuri no kogorō) 5. "The Imposter Kogorou's Great Deduction" (jap. 偽小五郎の名推理 Nise Kogorō no meisuiri) 6. "The Object of Detective Chiba's First Love" (jap. 千葉刑事の初恋の人 Chiba keiji no hatsukoi no hito) | 1. "Do You Not Remember?" (jap. 覚えてませんか? Oboetemasen ka?) 2. "Could You Possibly Be..." (jap. 君ってもしかして... Kimitte moshikashite...) 3. "Private Eye" (jap. プライベートアイ Puraibēto Ai) 4. "Genome" (jap. 遺伝子情報 Genomu) 5. "Destined to Re-Enter The Flames" (jap. 炎へと回帰する運命 Honō e to kaiki suru unmei) |

| 1. "The Meeting At Columbo" (jap. コロンボでの待ち合わせ Koronbo de no machiawase) 2. "Intertwined Lies and Mysteries" (jap. 縒り合わせられた噓と謎 Yori awase rareta uso to nazo) 3. "Detectives' Nocturne" (jap. 探偵たちの夜想曲（ノクターン） Tantei-tachi no nokutān) 4. "A Child's Curiosity and a Detective's Inquiry" (jap. 子供の好奇心と探偵の探究心 Kodomo no kōkishin to tantei no tankyū kokoro) 5. "When Objects Collide" (jap. 立体交差の思惑 Rittai kōsa no omowaku) 6. "The Person Who Never Laughs" (jap. 全然笑わない人 Zenzen warawanai hito) | 1. "Don't Make That Kind of Face..." (jap. そんな顔をするな... Sonna kao o suru na...) 2. "A Misconstrued Conclusion" (jap. 曲解の結末 Kyokkai no ketsumatsu) 3. "The Present From Detective Takagi" (jap. 高木刑事からの贈り物 Takagi keiji kara no okurimono) 4. "Wataru Brothers" (jap. ワタル・ブラザーズ Wataru Burazaazu) 5. "The Inherited Shadow of the Dawn" (jap. 継承された旭影 Keishōsareta kyokuei) |

| 1. "The Strongest Senpai" (jap. 最強の先輩 Saikyō no senpai) 2. "The Late Grave Visit" (jap. 遅くなった墓参り Osoku natta hakamairi) 3. "Traces of Having Been in the Room" (jap. 部屋にいた痕跡 Heya ni ita konseki) 4. "Froth, Steam and Smoke" (jap. 泡、蒸気と煙 Awa, jōki to kemuri) 5. "Tools of the Trade" (jap. 商売道具 Shōbai dōgu) 6. "Yusaku Kudo's Cold Case" (jap. 工藤優作の未解決事件 Kudō Yūsaku no mikaiketsu jiken) | 1. "Kinichi-kun" (jap. 金一君 Kin'ichi-kun) 2. "Conan-kun, Right?" (jap. コナン君だよね？ Konan-kun dayo ne?) 3. "One's Own Territory" (jap. 自分の領分 Jibun no ryōbun) 4. "Smoke Signals From a Dire Situation" (jap. 窮地の烽煙 Kyūchi no hōen) 5. "A Lonely Figure in the Lamplight" (jap. 灯下の孤影 Tōka no koei) |

| 1. "Mystery Train ("All Aboard!")" (jap. ミステリートレイン（発車） Misuterii Torein (Hassha)) 2. "Mystery Train (Tunnel)" (jap. ミステリートレイン（隧道） Misuterii Torein (Zuidō)) 3. "Mystery Train (First Class)" (jap. ミステリートレイン（一等） Misuterii Torein (Ittō)) 4. "Mystery Train (Junction)" (jap. ミステリートレイン（交差） Misuterii Torein (Kōsa)) 5. "Mystery Train (Interception)" (jap. ミステリートレイン（遮断） Misuterii Torein (Shadan)) 6. "Mystery Train (Releasing Smoke)" (jap. ミステリートレイン（排煙） Misuterii Torein (Haien)) | 1. "Mystery Train (Final Stop)" (jap. ミステリートレイン（終点） Misuterii Torein (Shūten)) 2. "Special Coach" (jap. スペシャルコーチ Supesharu Kōchi) 3. "The Missing Key of the Locked Room" (jap. 消えた密室の鍵 Kieta misshitsu no kagi) 4. "The Key to Solving the Mystery" (jap. 謎解きの鍵 Nazotoki no kagi) 5. "Foam" (jap. 泡沫 Hōmatsu) |

| 1. "Mimicry" (jap. 擬態 Gitai) 2. "Shedding Skin" (jap. 脱皮 Dappi) 3. "Locked Room Murder on the Surface" (jap. 情況的密室殺人 Jōkyōteki misshitsu satsujin) 4. "It Takes Two to do the Job of One" (jap. 二人で一人前 Futari de ichininmae) 5. "Sensei's Trick" (jap. 先生のトリック Sensei no torikku) 6. "The Vampire's Mansion" (jap. 吸血鬼の館 Kyūketsuki no yakata) | 1. "Count Dracula" (jap. ドラキュラ伯爵 Dorakyura hakushaku) 2. "Ghost Photography" (jap. 心霊写真 Shinrei shashin) 3. "Foreign Torture Room" (jap. 南蛮部屋 Nanban beya) 4. "Hall of the Bizarre Phenomenon" (jap. 怪奇現象の半分 Kaiki genshō no hanbun) 5. "Each Person's Motive" (jap. それぞれの動機 Sorezore no dōki) |

| 1. "The Killer's Plan" (jap. 殺人鬼の計画 Satsujinki no keikaku) 2. "Undelivered Goods" (jap. 未配達の荷物 Mi Haitatsu no nimotsu) 3. "A Cat's Home Delivery Service" (jap. 猫の宅配便 Neko no takuhaibin) 4. "A Parcel for Kudō-Samakata" (jap. 工藤様方宅配物 Kudō-samakata takuhai-mono) 5. "Today's Fruits" (jap. 本日のフルーツ Honjitsu no furūtsu) 6. "Our Territory" (jap. ボクらの領域 Bokura no ryōiki) | 1. "Magical Lock" (jap. 魔法の鍵 Mahō no kagi) 2. "Until I Collect All Seven" (jap. 7つ揃うまで Nanatsu sorō made) 3. "A Well-prepared Move" (jap. 用意した一着 Yōi shita icchaku) 4. "Taikou's Optimal Moves" (jap. 太閤の手筋 Taikō no tesuji) 5. "Bourbon's Objective" (jap. バーボンの目的 Bābon no mokuteki) |

| 1. "Jodie Remembers" (jap. ジョディの追憶 Jodi no tsuioku) 2. "Whereabouts of Shūichi Akai" (jap. 赤井秀一の消息 Akai Shūichi no syōsoku) 3. "A Detective Encounters a Case in a Bar" (jap. 探偵はBARで事件に遭遇する Tantei wa Bā de jiken ni sōgū suru) 4. "A Detective Deduces a Case in a Bar" (jap. 探偵はBARで事件を推理する Tantei wa Bā de jiken o suiri suru) 5. "A Detective Solves a Case in a Bar" (jap. 探偵はBARで事件を解決する Tantei wa Bā de jiken o kaiketsu suru) 6. "Adultery Investigation" (jap. 浮気調査 Uwaki chōsa) | 1. "My Deduction" (jap. ボクの推理 Boku no suiri) 2. "A Problematic Deduction" (jap. 居心地悪い推理 Igokochi warui suiri) 3. "Jeet Kune Do vs. Karate" (jap. 截拳動vs.空手 Jeet Kune Dō vs. Karate) 4. "The Smell of Kerosene" (jap. 灯油の臭い Tōyu no nioi) 5. "Just Like Magic" (jap. まるで魔法のように Marude mahō no yō ni) |

| 1. "Iron Wall" (jap. 鉄壁 Teppeki) 2. "Blackout" (jap. 暗転 Anten) 3. "Girls and Boys" (jap. 雌雄 Shiyū) 4. "Taii the Calico Cat" (jap. 三毛猫の大尉 Mikeneko no tai) 5. "A Cat Hiding Its Claws" (jap. 猫を被って "Neko wo kabutte) 6. "Mischievous Child" (jap. イタズラっ子 Itazurakko) | 1. "Lucky Cat" (jap. 招き猫 Maneki neko) 2. "It's not there..." (jap. ないのよ... Nai no yo...) 3. "When A Wish Comes True..." (jap. 願いが叶った時に... Negai ga kanatta toki ni...) 4. "Red Badge" (jap. 赤バッジ Aka Bajji) 5. "Red Woman" (jap. 赤女 Aka onna) |

| 1. "Red Devil" (jap. 赤い悪魔 Akai akuma) 2. "Red Past" (jap. 赤き昔日 Akaki sekijitsu) 3. "Red Tragedy" (jap. 赤の悲劇 Aka no higeki) 4. "Romance Novelist" (jap. 恋愛小説家 Renai shōsetsuka) 5. "The Girl Who Resembles Sera" (jap. 世良に似た女の子 Sera ni nita onnanoko) | 1. "The Phone, the Sea, and I" (jap. 電話と海と私 Denwa to umi to watashi) 2. "Detective's Master" (jap. 探偵の師匠 Tantei no shishō) 3. "Ebisu Bridge" (jap. エビス橋 Ebisu hashi) 4. "Drug Trading Venue" (jap. 麻薬取引現場 Mayaku torihiki genba) 5. "Memories of Light Blue" (jap. 水色の思い出 Mizuiro no omoide) |

| 1. "The Scarlet Detective" (jap. 緋色の探偵 Hiiro no tantei) 2. "The Pink Answer" (jap. ピンク色の回答 Pinkuiro no kaitō) 3. "Kite-Flying Competition" (jap. 凧揚げ大会 Takoage taikai) 4. 'The Wiretapper" (jap. 盗聴男 Tōchō otoko) 5. "The Devil's Voice" (jap. 悪魔の声 Akuma no koe) 6. "The Tense Tea Party" (jap. ギスギスしたお茶会 Gisugisu shita osakai) | 1. "Zero" (jap. ゼロ) 2. "High-Velocity Blood Splatters" (jap. 高速の飛沫血痕 Kōsoku no himatsu kekkon) 3. "The Last Piece" (jap. 最後のピース Saigo no piisu) 4. "From My Japan..." (jap. 僕の日本から... Boku no nippon kara...) 5. "Bourbon's Pursuit, Scarlet Prologue" (jap. バーボンの追究、緋色の序章 Bābon no tsuikyū, hiiro no joshō) |

| 1. "Scarlet Suspicion" (jap. 緋色の疑惑 Hiiro no giwaku) 2. "Scarlet Interrogation" (jap. 緋色の尋問 Hiiro no jinmon) 3. "Scarlet Return" (jap. 緋色の帰還 Hiiro no kikan) 4. "Scarlet Truth" (jap. 緋色の真相 Hiiro no shinsō) 5. 'Scarlet Epilogue" (jap. 緋色のエピローグ Hiiro no epirōgu) 6. "The Sealed Move" (jap. 封じ手 Fūjite) | 1. "Check" (jap. 王手 Ōte) 2. "The Forbidden Move" (jap. 禁じ手 Kinjite) 3. "A Brilliant Move" (jap. 妙手 Myōshu) 4. "The Corpse in The Pool" (jap. プールに沈む死体 Pūru ni shizumu shitai) 5. "Sinking Shards of Glass" (jap. 沈むガラスの破片 Shizumu garasu no hahen) |

| 1. "The Truth Rises to the Surface" (jap. 浮かび上がる真実 Ukabi agaru shinjitsu) 2. "A Generous Aunt" (jap. 親切なおばちゃん Shinsetsu na obachan) 3. "A Suspicious Witness" (jap. 不審な証言者たち Fushin na shōgen sha tachi) 4. "Betting With Your Life..." (jap. 命を賭して... Inochi o Toshite…) 5. "Kamaitachi is Coming" (jap. 鎌鼬あらわる Kamaitachi arawaru) 6. "The Murderous Kamaitachi" (jap. 殺意の鎌鼬 Satsui no kamaitachi) | 1. "Kamaitachi's Route" (jap. 鎌鼬の進入経路 Kamaitachi no shin'nyū keiro) 2. "The Denouement of The Kamaitachi" (jap. 鎌鼬の幕切れ Kamaitachi no makugire) 3. "Woodpecker" (jap. 啄木鳥 Kitsutsuki) 4. "Footprints and the Woodpecker Association" (jap. 足跡と啄木鳥会 Ashiato to kitsutsuki-kai) 5. "To Saijo Mountain...!" (jap. 妻女山へ...! Saijosan e...!) |

| 1. "The Past Flows Like Running Water" (jap. 往く事は流れの如し Yuku koto wa nagare no gotoshi) 2. "Sound of the Horse Whips, Softly, Softly, Crossing the River at Night" (jap. 鞭声粛々夜河を渡る Benseishukushuku yoru kawa o wataru) 3. "Blog" 4. "Photo" 5. "Selfie" 6. "Ran Girl (Part 1)" (jap. 蘭Girl (前編) Ran Gāru (Zenpen)) | 1. "Ran Girl (Part 2)" (jap. 蘭Girl (後編) Ran Gāru (Kōhen)) 2. "Shinichi Boy (Part 1)" (jap. 新一Boy (前編) Shinichi Bōi (Zenpen)) 3. "Shinichi Boy (Part 2)" (jap. 新一Boy (後編) Shinichi Bōi (Kōhen)) 4. "Birth of a Big Couple?!" (jap. ビッグカップル誕生！ Biggu Kappuru Tanjō!) 5. "The Staff's Alibis are?" (jap. スタッフのアリバイは? Sutaffu no Aribai wa?) |

| 1. "Illusion in the Back Room" (jap. バックヤードの虚像 Bakkuyādo no kyozō) 2. "Strange Clients in Restaurant of Ramen" (jap. ラーメン屋の変な客 Rāmen-ya no hen na kyaku) 3. "The Culprit Wielding a Tube!?" (jap. ホースを回す犯人!? Hōsu o mawasu han'nin!?) 4. "Lots of Flavors Within" (jap. 使いすぎた調味料 Tsukai sugita chōmiryō) 5. "The Zombie Blade" (jap. ゾンビブレイド Zonbi bureido) 6. "March of the Dead" (jap. 死霊の葬列 Shiryō no sōretsu) | 1. "Human-Eating Zombie" (jap. 人食いゾンビ Hito-gui zonbi) 2. "Dead Body's Traces" (jap. 死人の行方 Shibito no yukue) 3. "Below the Candles" (jap. 灯台下暗し Tōdai moto kurashi) 4. "Girls Band" (jap. ガールズバンド Gāruzu bando) 5. "The Disappeared Clue" (jap. 消された手がかり Kesareta tegakari) |

| 1. The Crime in the Blind Spot (jap. 死角での犯行 Shikaku de no hankō) 2. Lunch at the Department Store! (jap. デパートでランチ! Depāto de ranchi!) 3. Taking apart the Testimony (jap. バラつく証言 Baratsuku shōgen) 4. The Truth of the Testimony (jap. 証言の真相 Shōgen no shinsō) 5. Chiba's Difficult Case (jap. 千葉の難事件 Chiba no nanjiken) 6. Unidentified Flying Object (jap. 未確認飛行物体 Mikakunin hikō buttai) | 1. Solar Balloon (jap. ソーラーバルーン Sōrā Barūn) 2. The Spiteful Old Man (jap. 意地悪なおじさん Ijiwaru na ojisan) 3. The True Married Couple (jap. 真の夫婦 Makoto no meoto) 4. Motto (jap. 座右の銘 Zayū no mei) 5. The Clipped Scissors (jap. 握られたハサミ Nigirareta hasami) |

| 1. "Sweet Scent" (jap. 甘い匂い Amai nioi) 2. "The Clenched Letters" (jap. 切り取られた文字 Kiritorareta moji) 3. "The Soul Detective" (jap. 霊魂探偵 Reikon tantei) 4. "In the Suspicious Next Room" (jap. 怪しき隣室には Ayashiki rinshitsu ni wa) 5. "As If Connecting with a Demon in the Darkness" (jap. 暗がりに鬼を繫ぐが如く Kuragari ni oni o tsunagu ga gotoku) 6. "Sanction of the Betrayal" (jap. 裏切りの制裁 Uragiri no seisai) | 1. "Whereabouts of the Betrayal" (jap. 裏切りの行方 Uragiri no yukue) 2. "Brunt of the Betrayal" (jap. 裏切りの矛先 Uragiri no hokosaki) 3. "Truth of Betrayal" (jap. 裏切りの真相 Uragiri no shinsō) 4. "The Monster of Yadori Village" (jap. 宿里村の怪 Yado satomura no kai) 5. "Night of the Screaming Nue" (jap. 鵺の鳴く夜 Nuenonakuyoru) |